# カピッツァ・ディラック効果
カピッツァ・ディラック効果（カピッツァ・ディラックこうか、英語: Kapitsa–Dirac effect）は光の定常波による物質の回折からなる量子力学的効果。この効果は1933年にポール・ディラックとピョートル・カピッツァにより光の定常波から、電子回折として最初に予言された。この効果は1924年にド・ブロイの仮説で言及されたように、物質の粒子と波の二重性に依存している。

## 説明
1924年、フランスの物理学者ルイ・ド・ブロイは物質は次のように波のような性質を示すと主張した。
{\displaystyle \lambda ={\frac {h}{p}},}
ここで、λ は粒子の波長、h はプランク定数、 p は粒子の運動量を表す。これにより物質の粒子間の干渉効果が生じる。このことがカピッツァ・ディラック効果の基本を形成する。特に、カピッツァ・ディラック散乱はRaman–Nath状態で作用する。このことは粒子の光場との相互作用時間が期間の中で十分短く、光場に関する粒子の運動が無視できることを意味している。数学的にいうと、このことは相互作用ハミルトニアンの運動エネルギーの項を無視できることを意味している。この近似は相互作用時間が粒子の反跳周波数の逆数よりも小さい場合に成り立つ。{\displaystyle \tau \ll 1/\omega _{\text{rec}}}. これは光学における薄いレンズの近似と類似のことである。電磁放射（典型的な光）の定常波に入射するコヒーレントな粒子のビームは、以下の式にしたがって回折される。
{\displaystyle n\lambda =2d\sin \Theta ,}
ここでnは整数、λは入射粒子のド・ブロイ波長、dは格子間隔、θは入射角である。この物質の波動回折は、回折格子を通る光の光学的な解説と類似している。この効果が発生するもう1つのものは、非常に短い時間にわたりパルス上にされた光格子による極低温（したがってほぼ静止している）原子の回折である。光格子を適用することで、原子の上に光格子を生成する光子から運動量を移す。この運動量の移行は2光子過程であり、原子が2ħkの倍数の運動量を得ることを意味している。ここでkは電磁波の波数ベクトルである。 原子の反跳周波数は次の式で表される。
{\displaystyle \omega _{\text{rec}}={\frac {\hbar k^{2}}{2m}}}
ここでmは粒子の質量である。反跳エネルギーは次の式で表される。
{\displaystyle E_{\text{rec}}=\hbar \omega _{\text{rec}}.}

## 数学
以下の記述はGuptaなどの数学的記述に基づいている。定常波ポテンシャルのACシュタルクシフトは以下のように表される。
ここで光場の離調 {\displaystyle \delta \ll \Gamma ^{2}/4} である（{\displaystyle \Gamma }は粒子共鳴）。光場と相互作用した直後の粒子の波動関数は
{\displaystyle |\psi \rangle =|\psi _{0}\rangle \exp \left(-{\frac {i}{\hbar }}\int dt'U(z,t')\right)=|\psi _{0}\rangle \exp \left(-{\frac {i}{2\delta }}\omega _{\text{rec}}^{2}\tau \right)\exp \left({\frac {i}{2\delta }}\omega _{\text{rec}}^{2}\tau \cos(2kz)\right),}
ここで、 {\displaystyle \tau =\int dt'f^{2}(t')} であり、積分は相互作用が持続する時間で行われる。第1種ベッセル関数の恒等式を用いると、{\displaystyle e^{i\alpha \cos(\beta )}=\sum _{n=-\infty }^{\infty }i^{n}J_{n}(\alpha )e^{in\beta }}, 上の波動関数は以下のようになる。
{\displaystyle 2n\hbar k} 運動量状態は確率 {\displaystyle P_{n}=J_{n}^{2}(\theta )}{\displaystyle n=0,\pm 1,\pm 2,\ldots } でポピュレートされており、パルス領域（相互作用の継続時間と振幅）は {\displaystyle \theta =\omega _{\text{rec}}^{2}\tau /2\delta =\omega _{\text{rec}}^{(2)}\tau }である。よって、回折された粒子の横方向のRMS運動量はパルス領域に線形比例する。{\displaystyle p_{\text{rms}}=\sum _{n=-\infty }^{\infty }(n\hbar k)^{2}P_{n}={\sqrt {2}}\theta \hbar k.}

## 具現化
1960年にレーザーが発明されたことにより、コヒーレント光の生成が可能になり、この効果を実験的に観察するために必要な定常波を作ることができるようになった。近共鳴定常波レーザー場によるナトリウム原子のカピッツァ・ディラック散乱が1985年にマサチューセッツ工科大学のD. E. Pritchardにより実験的に実証された。副反跳横運動量を有する超音速原子ビームは近共鳴定常波を通り抜け、最大10ħkの回折が観測された。強い光定常波による電子散乱は、ニュージャージー州のAT&Tベル研究所のM. Bashkanskyのグループにより実験的に実現された。